# 1996 100 legnagyobb slágere
Ez a lista a Billboard magazin  első Hot 100  zenéjét tartalmazza 1996-ból.
| Helyezés | Zene                                                     | Előadó                                     |
| -------- | -------------------------------------------------------- | ------------------------------------------ |
| 1        | Macarena (Bayside Boys Mix)                              | Los del Río                                |
| 2        | One Sweet Day                                            | Mariah Carey és Boyz II Men                |
| 3        | Because You Loved Me                                     | Céline Dion                                |
| 4        | Nobody Knows                                             | The Tony Rich Project                      |
| 5        | Always Be My Baby                                        | Mariah Carey                               |
| 6        | Give Me One Reason                                       | Tracy Chapman                              |
| 7        | Tha Crossroads                                           | Bone Thugs-n-Harmony                       |
| 8        | I Love You Always Forever                                | Donna Lewis                                |
| 9        | You’re Makin’ Me High / Let It Flow                      | Toni Braxton                               |
| 10       | Twisted                                                  | Keith Sweat                                |
| 11       | C'mon N' Ride It (The Train)                             | Quad City DJ's                             |
| 12       | Missing                                                  | Everything but the Girl                    |
| 13       | Ironic                                                   | Alanis Morissette                          |
| 14       | Exhale (Shoop Shoop)                                     | Whitney Houston                            |
| 15       | Follow You Down / Til I Hear It from You                 | Gin Blossoms                               |
| 16       | Sittin’ Up in My Room                                    | Brandy                                     |
| 17       | How Do U Want It / California Love                       | 2Pac / 2Pac featuring Dr. Dre              |
| 18       | It's All Coming Back to Me Now                           | Céline Dion                                |
| 19       | Change the World                                         | Eric Clapton                               |
| 20       | Hey Lover                                                | LL Cool J                                  |
| 21       | Loungin                                                  | LL Cool J featuring Total                  |
| 22       | Insensitive                                              | Jann Arden                                 |
| 23       | Be My Lover                                              | La Bouche                                  |
| 24       | Name                                                     | Goo Goo Dolls                              |
| 25       | Who Will Save Your Soul                                  | Jewel                                      |
| 26       | Where Do You Go                                          | No Mercy                                   |
| 27       | I Can't Sleep Baby (If I)                                | R. Kelly                                   |
| 28       | Counting Blue Cars                                       | Dishwalla                                  |
| 29       | You Learn / You Oughta Know                              | Alanis Morissette                          |
| 30       | One of Us                                                | Joan Osborne                               |
| 31       | Wonder                                                   | Natalie Merchant                           |
| 32       | Not Gon' Cry                                             | Mary J. Blige                              |
| 33       | Gangsta's Paradise                                       | Coolio featuring L.V.                      |
| 34       | Only You                                                 | 112 featuring The Notorious B.I.G.         |
| 35       | Down Low (Nobody Has to Know)                            | R. Kelly                                   |
| 36       | You're the One                                           | SWV                                        |
| 37       | Sweet Dreams                                             | La Bouche                                  |
| 38       | Before You Walk Out of My Life / Like This and Like That | Monica                                     |
| 39       | Breakfast at Tiffany's                                   | Deep Blue Something                        |
| 40       | 1 2, 3, 4 (Sumpin' New)                                  | Coolio                                     |
| 41       | The World I Know                                         | Collective Soul                            |
| 42       | No Diggity                                               | BLACKstreet featuring Dr. Dre              |
| 43       | Anything                                                 | 3T                                         |
| 44       | 1979                                                     | The Smashing Pumpkins                      |
| 45       | Diggin' on You                                           | TLC                                        |
| 46       | Why I Love You So Much / Ain’t Nobody                    | Monica                                     |
| 47       | Kissin' You                                              | Total                                      |
| 48       | Count on Me                                              | Whitney Houston és Cece Winans             |
| 49       | Fantasy                                                  | Mariah Carey                               |
| 50       | Time                                                     | Hootie & the Blowfish                      |
| 51       | You’ll See                                               | Madonna                                    |
| 52       | Last Night                                               | Az Yet                                     |
| 53       | Mouth                                                    | Merril Bainbridge                          |
| 54       | The Earth, the Sun, the Rain                             | Color Me Badd                              |
| 55       | All the Things (Your Man Won't Do)                       | Joe                                        |
| 56       | Wonderwall                                               | Oasis                                      |
| 57       | Woo Hah!! Got You All in Check                           | Busta Rhymes                               |
| 58       | Tell Me                                                  | Groove Theory                              |
| 59       | Elevators (Me & You)                                     | OutKast                                    |
| 60       | Hook                                                     | Blues Traveler                             |
| 61       | Doin It                                                  | LL Cool J és LeShaun                       |
| 62       | Fastlove                                                 | George Michael                             |
| 63       | Touch Me, Tease Me                                       | Case featuring Foxy Brown és Mary J. Blige |
| 64       | Tonite’s tha Night                                       | Kris Kross                                 |
| 65       | Children                                                 | Robert Miles                               |
| 66       | Theme from Mission: Impossible                           | Adam Clayton és Larry Mullen               |
| 67       | Closer to Free                                           | Bodeans                                    |
| 68       | Just a Girl                                              | No Doubt                                   |
| 69       | If Your Girl Only Knew                                   | Aaliyah                                    |
| 70       | Lady                                                     | D'Angelo                                   |
| 71       | Key West Intermezzo (I Saw You First)                    | John Mellencamp                            |
| 72       | Pony                                                     | Ginuwine                                   |
| 73       | Nobody                                                   | Keith Sweat                                |
| 74       | Old Man and Me (When I Get To Heaven)                    | Hootie & the Blowfish                      |
| 75       | If It Makes You Happy                                    | Sheryl Crow                                |
| 76       | As I Lay Me Down                                         | Sophie B. Hawkins                          |
| 77       | Keep On, Keepin' On                                      | MC Lyte                                    |
| 78       | Jealousy                                                 | Natalie Merchant                           |
| 79       | I Want to Come Over                                      | Melissa Etheridge                          |
| 80       | Who Do U Love                                            | Deborah Cox                                |
| 81       | Un-Break My Heart                                        | Toni Braxton                               |
| 82       | This Is Your Night                                       | Amber                                      |
| 83       | You Remind Me of Something                               | R Kelly                                    |
| 84       | Runaway                                                  | Janet Jackson                              |
| 85       | Set U Free                                               | Planet Soul                                |
| 86       | Hit Me Off                                               | New Edition                                |
| 87       | No One Else                                              | Total                                      |
| 88       | My Boo                                                   | Ghost Town DJs                             |
| 89       | Get Money                                                | Junior M.A.F.I.A.                          |
| 90       | That Girl                                                | Maxi Priest featuring Shaggy               |
| 91       | Po Pimp                                                  | Do or Die                                  |
| 92       | Until It Sleeps                                          | Metallica                                  |
| 93       | Hay                                                      | Crucial Conflict                           |
| 94       | Beautiful Life                                           | Ace of Base                                |
| 95       | Back for Good                                            | Take That                                  |
| 96       | I Got Id/Long Road                                       | Pearl Jam featuring Neil Young             |
| 97       | Soon as I Get Home                                       | Faith Evans                                |
| 98       | Macarena                                                 | Los del Río                                |
| 99       | Only Wanna Be with You                                   | Hootie and the Blowfish                    |
| 100      | Don't Cry                                                | Seal                                       |